# Thomas Summersgill
Thomas "Tommy" Summersgill né le 17 novembre 1872 à Kirkstall, un quartier de Leeds, et mort le 25 juin 1959, est un coureur cycliste et joueur de rugby à XV et à XIII anglais. Thomas Summersgill est le premier anglais à remporter un championnat du monde de cyclisme.

## Biographie
Originaire de Leeds, il remporte de nombreuses courses cyclistes dans son Yorkshire natal.
Summersgill fait ses débuts au rugby à XV, à l'âge de 17 ans, avec le club de Leeds, nouvellement formé, le 6 septembre 1890. Il joue au poste de centre, 143 fois, marquant 55 essais et 25 buts. Il continue après 1895, lorsque le club abandonne le rugby à XV pour le rugby à XIII, y faisant 36 matchs et marquant quatre essais, portant son total pour Leeds à 59 en 179 matchs,. Il est aussi sélectionné dans l'équipe du Yorkshire.
En 1895, il devient champion d'Irlande sur le mile, en 1897 champion d'Angleterre sur la même distance, et en 1898 champion d'Angleterre sur le quart de mile.
En 1898, il termine troisième aux Championnats du monde sur piste à Vienne derrière les deux coureurs allemands Paul Albert et Ludwig Opel (de). Aux Championnats du monde de cyclisme sur piste de 1899 à Montréal, il remporte le titre dans l'épreuve de vitesse amateur,,. Major Taylor refuse de matcher, gratuitement, contre lui, pour un championnat pro vs. amateur,.
Il arrête la compétition en 1900mais continué à travailler pour le club de Leeds en tant que directeur et membre du comité.
Il a siégé au conseil municipal de Horsforth.

## Vie privée
Il épouse Melle Ashey, de Headdingley, en décembre 1900

## Palmarès sur piste

### Championnats du monde
- Vienne 1898
  -  Médaillé de bronze de vitesse amateur

- Montréal 1899
  -  Champion du monde de vitesse amateurs

### Championnats nationaux
- 1895
  -  Champion d'Irlande sur 1 mile

- 1897
  -  Champion d'Angleterre sur 1 mile

- 1898
  -  Champion d'Angleterre sur le 1/4 de mile
- 1899
  - 2e du championnat d'Angleterre amateur sur 1 mile[13]